# Municipio de San Antonio (San Luis Potosí)
El municipio de San Antonio es uno de los 59 municipios del estado mexicano de San Luis Potosí. Su cabecera es la localidad de San Antonio.

## Geografía
Colinda al norte con el municipio de Tanlajás, al este con el municipio de Tanquián de Escobedo, al sur con el municipio de Tampamolón Corona, al oeste con el municipio de Tancanhuitz.

## Localidades
| Localidades  | Habitantes |
| ------------ | ---------- |
| Tocoy        | 1078       |
| Santa Martha | 865        |
| San Antonio  | 637        |
| Lejem        | 633        |